# Girados en concierto
Girados en concierto es un álbum doble grabado en directo durante el tour Girados, realizado por los cantantes Ana Torroja y Miguel Bosé. El único tema inédito que incluye es Corazones, compuesto y cantado a dúo por ambos, mientras que el resto son éxitos de sus respectivas carreras, en el caso de Torroja tanto en solitario como con el grupo Mecano.

## Lista de canciones
| Girados en concierto - CD 1 |                                          |          |  |
| N.º                         | Título                                   | Duración |  |
| 1.                          | «Un año más» (Ana Torroja)               | 5:10     |  |
| 2.                          | «Hoy no me puedo levantar» (Ana Torroja) | 4:12     |  |
| 3.                          | «Como sueñan las sirenas» (Ana Torroja)  | 4:01     |  |
| 4.                          | «Salamandra» (Miguel Bosé)               | 4:07     |  |
| 5.                          | «Bambú» (Miguel Bosé)                    | 5:03     |  |
| 6.                          | «Nena» (Miguel Bosé)                     | 4:53     |  |
| 7.                          | «Muro» (Miguel Bosé, 2.ª voz Torroja)    | 4:26     |  |
| 8.                          | «Mujer contra mujer» (Ana Torroja)       | 4:46     |  |
| 9.                          | «Ya no te quiero» (Ana Torroja)          | 4:50     |  |
| 10.                         | «Dulce pesadilla» (Dúo)                  | 4:02     |  |
| 11.                         | «Hacer por hacer» (Miguel Bosé)          | 4:25     |  |
| 12.                         | «Si tú no vuelves» (Miguel Bosé)         | 5:00     |  |
| 13.                         | «El 7 de septiembre» (Ana Torroja)       | 5:02     |  |

| Girados en concierto - CD 2 |                                                 |          |  |
| N.º                         | Título                                          | Duración |  |
| 1.                          | «Duende» (Dúo)                                  | 5:57     |  |
| 2.                          | «Barco a Venus» (Ana Torroja)                   | 4:10     |  |
| 3.                          | «A contratiempo» (Ana Torroja)                  | 4:41     |  |
| 4.                          | «Sol forastero» (Miguel Bosé, 2.ª voz Torroja)  | 7:12     |  |
| 5.                          | «Nada particular» (Dúo)                         | 8:00     |  |
| 6.                          | «La belleza» (Miguel Bosé)                      | 8:04     |  |
| 7.                          | «Hijo de la Luna» (Ana Torroja)                 | 4:30     |  |
| 8.                          | «Amante bandido» (Miguel Bosé, 2.ª voz Torroja) | 6:50     |  |
| 9.                          | «Diosa del cobre» (Ana Torroja, 2.ª voz Bosé)   | 4:40     |  |
| 10.                         | «Corazones» (Dúo)                               | 3:57     |  |

Otras . Jugando al escondite solo pienso en ti Cachitos de un sueño No hay Corazón Sevilla .. 
Popurrí (inédito):
Fue presentado a dúo por ambos artistas, durante el concierto realizado el 28 de julio de 2000 en La Coruña, España. Los temas interpretados «Los chicos no lloran», «Cruz de Navajas», «La Fuerza del Destino», «Creo en ti», «Manos Vacías», «Aire», «Este Mundo Va», «Ay qué pesado», «Te amaré» y «Me cuesta tanto olvidarte».

## Sencillos
- «Corazones» (CD sencillo)
- «Duende» (CD sencillo)
- «Duende» (CD sencillo). Edición para México, portada diferente a la original.
- «Nada particular» (CD sencillo)

## Fechas de la gira
| España y América         |                        |                                                   |  |
| Fecha                    | Ciudad                 | Estadio                                           |  |
| 26 de abril de 2000      | Bogotá                 | Plaza de Toros                                    |  |
| 4 de mayo de 2000        | Cholula,Puebla         | Estadio de la Universidad de las Américas, Puebla |  |
| 11 de mayo de 2000       | Ciudad de México       | Auditorio Nacional                                |  |
| 12 de mayo de 2000       | Ciudad de México       | Auditorio Nacional                                |  |
| 13 de mayo de 2000       | Ciudad de México       | Auditorio Nacional                                |  |
| 14 de mayo de 2000       | Ciudad de México       | Auditorio Nacional                                |  |
| 20 de mayo de 2000       | Monterrey              | Auditorio Coca-Cola                               |  |
| 25 de mayo de 2000       | Santiago de Querétaro  | Estadio La Corregidora                            |  |
| 26 de mayo de 2000       | Ciudad de México       | Auditorio Nacional                                |  |
| 27 de mayo de 2000       | Ciudad de México       | Auditorio Nacional                                |  |
| 28 de mayo de 2000       | Ciudad de México       | Auditorio Nacional                                |  |
| 4 de junio de 2000       | Mexicali               | Estadio Nido de los Águilas                       |  |
| 26 de julio de 2000      | Santiago de Compostela | Pavillón Multiusos Fontes do Sar                  |  |
| 28 de julio de 2000      | La Coruña              | Coliseo                                           |  |
| 4 de agosto de 2000      | Málaga                 | Plaza de Toros                                    |  |
| 5 de agosto de 2000      | San Fernándo (Cádiz)   | Bahía Sur                                         |  |
| 12 de agosto de 2000     | Toledo                 | Plaza de Toros                                    |  |
| 19 de agosto de 2000     | Santander              | Plaza de Toros                                    |  |
| 3 de septiembre de 2000  | Pamplona               | Plaza de Toros                                    |  |
| 5 de septiembre de 2000  | Valencia               | Plaza de Toros                                    |  |
| 7 de septiembre de 2000  | Barcelona              | Palau Sant Jordi                                  |  |
| 9 de septiembre de 2000  | Zaragoza               | Pabellón Principe Felipe                          |  |
| 13 de septiembre de 2000 | Madrid                 | Plaza de Toros de Las Ventas                      |  |
| 22 de septiembre de 2000 | Granada                | Palacio Municipal de Deportes                     |  |
| 23 de septiembre de 2000 | Sevilla                | Estadio Olímpico                                  |  |
| 6 de octubre de 2000     | Ciudad de México       | Auditorio Nacional                                |  |
| 7 de octubre de 2000     | Ciudad de México       | Auditorio Nacional                                |  |
| 8 de octubre de 2000     | Ciudad de México       | Auditorio Nacional                                |  |
| 13 de octubre de 2000    | Ciudad de México       | Auditorio Nacional                                |  |
| 14 de octubre de 2000    | Ciudad de México       | Auditorio Nacional                                |  |
| 11 de noviembre de 2000  | Santiago de Chile      | Velódromo Estadio Nacional                        |  |
| 16 de diciembre de 2000  | Madrid                 | Palacio de Deportes                               |  |
| 25 de febrero de 2001    | Viña del Mar           | Quinta Vergara                                    |  |

## Posiciones
| País   | Posición |
| ------ | -------- |
| España | 4        |

| País   | Certificación      | Ventas          |
| ------ | ------------------ | --------------- |
| España | 2 Disco de Platino | +200.000 copias |